# Hevesi Lajos

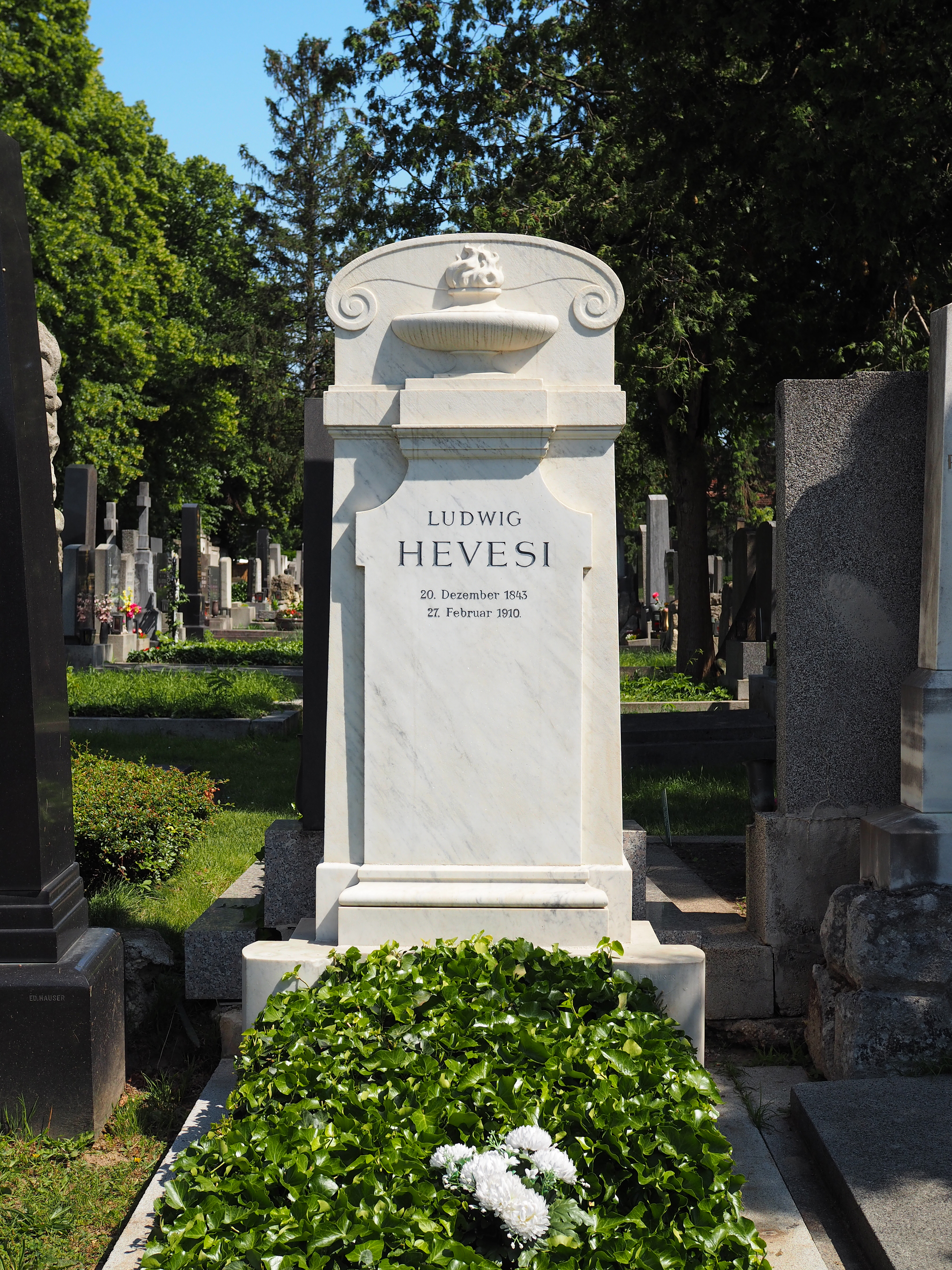
Sírja a bécsi Zentralfriedhofban

Hevesi Lajos (eredetileg Lőwy Lajos) (Heves, 1843. december 20. – Bécs, 1910. február 27.) magyar újságíró, író, műkritikus,

## Élete és munkássága
Lőwy Sámuel orvos és Rottenberg Mária fia. Bátyja Hevesi Ödön volt, aki 1908-ban a Pesti Hazai Első Takarékpénztár vezérigazgatójaként hunyt el.
Középiskolai tanulmányait Pesten végezte, majd a Bécsi Egyetemen filológiai és orvostudományi előadások hallgatója volt, azonban oklevelet nem szerzett. 1866-ban a Pester Lloyd munkatársa lett. 1868-ban részt vett Borsszem Jankó című élclap megalapításában. Ő indította meg a jórészt saját maga által írt és szerkesztett Kleine Leute című ifjúsági folyóiratot (1871–1874). 1875-ben Bécsbe költözött. 1885-től a bécsi Fremdenblatt munkatársa lett, az udvari színházról tudósításokat és műkritikákat írt a lapba, a Breslauer Zeitungnál is dolgozott. Az Osztrák-Magyar Monarchia írásban és képben című munka társszerkesztője volt. Írásai rendszeresen megjelentek továbbá a Vasárnapi Ujság, a kolozsvári Reform, a Pesti Hírlap és a Fővárosi Lapok hasábjain.
1909-ben a Kisfaludy Társaság levelező tagja lett. Műveinek legnagyobb része (novellák, útirajzok, művészettörténeti tanulmányok) német nyelven jelent meg. Humoros útirajzokat és a művészéletéből merített emlékezéseket is írt. Mint kritikus és művészeti író élete utolsó idejéig a legújabb művészeti irányok elszánt harcosa és úttörője volt.
1910-ben gyógyíthatatlan betegsége miatt agyonlőtte magát.

## Művei
- A kereskedelmi levelezésnek kézikönyve. Elméleti és gyakorlati utmutatás (Pest, 1864)
- Betrachtungen über die kirchliche Reform, mit besonderer Rücksicht auf das österreichische Konkordat von Dr. Stephan Toldy. Aus dem Ungarischen übersetzt. Pest, 1868 (2. kiadás. Pest, 1869)
- Sie sollen ihn nicht haben. Heiteres aus ernster Zeit (Leipzig, 1871)
- Jelky András bajai fiú rendkívüli kalandjai ötödfél világrészben. Történeti kutforrások alapján. Magyar népkönyv különös tekintettel a serdültebb ifjuságra. Pest. 1872 (Ism. Vasárnapi Ujság bő kivonatban. 2. kiadás hat képpel. Budapest, 1875, 3. kiadás Budapest, 1879, 4. kiadás: Budapest 1896. németül: Budapest, 1875. 2. kiadás. Budapest, 1879. finnül: Helsingfors, 1875)
- Kalauz Felső Magyarország vasutain. Kézikönyv a Kárpátokat beutazók számára (Budapest, 1873, németül: Budapest, 1873)
- Budapest és környéke. A fővárosi hatóság megbízásából. Hiteles adatok nyomán készült; uj térképpel és számos fametszettel. Budapest, 1873 (Ism. Pesti Napló 175. sz., németül: Budapest, 1873)
- Karczképek az ország fővárosából (Budapest, 1876)
- Auf der Schneide. Ein Geschichtenbuch (elbeszélések, Stuttgart, 1884)
- Neues Geschichtenbuch (Budapest, 1885)
- Auf der Sonnenseite. Ein Geschichtenbuch (Budapest, 1886)
- Almanaccando. Bilder aus Italien (Budapest, 1888)
- Buch der Laune. Neue Geschichten (Stuttgart, 1889) Online (Ism. Fővárosi Lapok 90. sz. és Pester Lloyd 65. sz. Silberstein)
- Ein englischer September. Heitere Fahrtben jenseits des Canals (Budapest, 1891)
- Regenbogen. Sieben heitere Geschichten. Ill. Willy Schulz (Budapest, 1892)
- Von Kalau bis Säckingen. Ein gemüthliches Kreuz und Quer (Budapest, 1893)
- Mutter und Töchter. Lustspiel in 3 Aufzügen von Árpád Berczik, nach dem Ungarischen für das deutsche Volkstheater in Wien bearbeitet und mit einer biogr. Skizze versehen. Budapest, 1894
- Zerline Gabillon. Ein Künsterleben. Ill. Bettelheim-Gabillon, Helene von (Budapest, 1894) Online
- Glückliche Reisen (Budapest, 1895)
- Die Althofleute. Ein Sommerroman. Ill. Schulz, Willy (Stuttgart, 1897)
- Wiener Totentanz. Gelegentliches über verstorbene Künstler und ihresgleichen (Stuttgart, 1899)
- Der zerbrochene Franz, nebst anderen Humoresken und Geschichten (Stuttgart, 1900)
- Mack Eck’s sonderbare Reisen zwischen Konstantinopel und San Francisco (Stuttgart, 1901)
- Österreichische Kunst im XIX. Jahrhundert. I–II. kötet (Geschichte der modernen Kunst. 2–3. Leipzig, 1903)
- Rudolf von Alt. Variationen (Wien, 1905)
- Schiller–Lenau. Zwei Concordia-Reden (Wien, 1905)
- Sonne Homers. Heitere Fahrten durch Griechenland und Sizilien. 1902–1904 (Stuttgart, 1905)
- Acht Jahre Sezession. 1897–1905. Kritik–Polemik–Chronik (Wien, 1906)
- Die fünfte Dimension. Humore der Zeit, des Lebens, der Kunst (Wien, 1906)
- Der Zug um den Mund. Neue Humore (Stuttgart, 1907)
- Acht Jahre Sezession. 1897–1905. Kritik–Polemik–Chronik (Wien, 1906) Online
- Get Munkeln. Neue Humoren der neuen Zeit (Stuttgart, 1909)
- Flagranti und anderen Heiterkeiten (Stuttgart, 1909)
- Altkunst–Neukunst. Wien, 1894–1908 (Wien, 1909)
- Ludwig Speidel. Eine literarisch-biographische Würdigung (Berlin, 1910)
- Rudolf Alt. Sein Leben und sein Werk (Wien, 1911)
- Karcképek az ország városából; utószó, jegyz. Saly Noémi; Kortárs, Bp., 2015

## Kapcsolódó szócikk
- Jelky András kalandjai